# Hoochie Coochie Man
Singles de Muddy Waters
Mad Love (I Want You to Love Me)
(octobre 1953) I Just Want to Make Love to You
(mai 1954)
Hoochie Coochie Man (parfois (I'm Your) Hoochie Coochie Man) est un standard du blues écrit et composé par Willie Dixon et interprété la première fois par Muddy Waters en 1954. La chanson fut un grand succès, atteignant la 8e place dans le classement Hot R&B/Hip-Hop Songs du magazine Billboard.
En 1998, elle a reçu le Grammy Hall of Fame Award, avant d'être inscrite en 2004 au registre national des enregistrements (National Recording Registry) de la bibliothèque du Congrès à Washington,.

## Musiciens
Les musiciens ayant interprété la version de janvier 1954 sont :
- Muddy Waters – chant et guitare
- Little Walter – harmonica
- Otis Spann – piano
- Jimmy Rogers – guitare
- Willie Dixon – contrebasse
- Fred Below – batterie

## Reprises
Cette chanson a été interprétée par de nombreux artistes, parmi lesquels :
- Alexis Korner (1962)
- Dave Van Ronk (1962)
- Manfred Mann (1964)
- Jimmy Smith (1966)
- Chuck Berry (1967)
- Steppenwolf (1968)
- Muddy Waters à nouveau sur Electric Mud en 1968
- Willie Dixon (1970)
- The Allman Brothers Band (1970)
- Jimi Hendrix (paru sur Loose Ends en 1973)
- Freddie King (1973)
- New York Dolls (1973)
- John Mayall (1977)
- Motörhead (1983)
- Eric Clapton (1994)
- Etta James (1998)
- Buddy Guy (1994)
- Cody Simpson (2020)

La version de Willie Dixon a été samplée par Big Daddy Kane sur le titre Somebody's Been Sleeping in My Bed (1994).